# Comedy Central Roast
A Comedy Central Roast 2003 óta megjelenő amerikai rendezvényműsor. A produkció a "roast", magyarul égetés műfajába tartozik, az ilyen jellegű műsorokban általában különböző embereket égetnek be annak szeme láttára. Az első ilyen beégetést 2003. augusztus 10-én mutatta be a Comedy Central, és általában évente jelentkeznek eggyel, eddig összesen 16 készült. A műsort a magyar Comedy Central is bemutatta feliratosan, elsőnek a Pamela Andersonnal készültet 2009. május 1-jén, eddig pedig összesen 7 került bemutatásra.

## Tematikája
A roast, magyarul égetés a stand-up comedy egy műfaja, melyben az adott humoristák egy meghívott híres személyiséget gúnyolnak ki, égetnek le, miközben az néha próbálja őket is kigúnyolni. Minden ilyen műsornak van egy házigazdája, úgynevezett égetésmestere (roastmaster), aki a műsort irányítja.
A Comedy Central már korábban is rendezett roast műsorokat a New York Friars Clubban, ahol többek közt Hugh Hefner és Chevy Chase is beégetés alá került, majd 2003-ban indították el a televízióban is vetített műsort, melynek első beégetettje Denis Leary volt. A produkcióban rajta kívül olyan hírességek kerültek égetésre, mint David Hasselhoff, William Shatner, Pamela Anderson, Justin Bieber, Donald Trump és Charlie Sheen.

## Visszatérő égetők
| Égető             | Égetett            | Égetett               | Égetett                | Égetett                | Égetett            | Égetett          | Égetett                    | Égetett            | Égetett                 | Égetett             | Égetett              | Égetett              | Égetett             | Égetett              | Égetett         | Égetett             |
| Égető             | Denis Leary (2003) | Jeff Foxworthy (2005) | Pamela Anderson (2005) | William Shatner (2006) | Flavor Flav (2007) | Bob Saget (2008) | Larry the Cable Guy (2009) | Joan Rivers (2009) | David Hasselhoff (2010) | Donald Trump (2011) | Charlie Sheen (2011) | Roseanne Barr (2012) | James Franco (2013) | Justin Bieber (2015) | Rob Lowe (2016) | Bruce Willis (2018) |
| ----------------- | ------------------ | --------------------- | ---------------------- | ---------------------- | ------------------ | ---------------- | -------------------------- | ------------------ | ----------------------- | ------------------- | -------------------- | -------------------- | ------------------- | -------------------- | --------------- | ------------------- |
| Tom Arnold        |                    |                       |                        |                        |                    |                  |                            | Igen               |                         |                     |                      |                      |                     |                      |                 |                     |
| Mario Cantone     | Igen               |                       |                        |                        |                    |                  |                            | Igen               |                         |                     |                      |                      |                     |                      |                 |                     |
| Whitney Cummings  |                    |                       |                        |                        |                    |                  |                            | Igen               | Igen                    | Igen                |                      |                      |                     |                      |                 |                     |
| Pete Davidson     |                    |                       |                        |                        |                    |                  |                            |                    |                         |                     |                      |                      |                     | Igen                 | Igen            |                     |
| Andy Dick         |                    |                       | Igen                   | Igen                   |                    |                  |                            |                    |                         |                     |                      |                      |                     |                      |                 |                     |
| Nick DiPaolo      | Igen               | Igen                  | Igen                   |                        |                    |                  | Igen                       |                    |                         |                     |                      |                      |                     |                      |                 |                     |
| Bill Engvall      |                    | RM                    |                        |                        |                    |                  | Igen                       |                    |                         |                     |                      |                      |                     |                      |                 |                     |
| Jeff Garlin       | RM                 |                       |                        |                        |                    | Igen             |                            |                    |                         |                     |                      |                      |                     |                      |                 |                     |
| Greg Giraldo      |                    | Igen                  | Igen                   | Igen                   | Igen               | Igen             | Igen                       | Igen               | Igen                    | (elhunyt)           | (elhunyt)            | (elhunyt)            | (elhunyt)           | (elhunyt)            | (elhunyt)       | (elhunyt)           |
| Nikki Glaser      |                    |                       |                        |                        |                    |                  |                            |                    |                         |                     |                      |                      |                     |                      | Igen            | Igen                |
| Gilbert Gottfried | Igen               | Igen                  |                        |                        |                    | Igen             |                            | Igen               | Igen                    |                     |                      | Igen                 |                     |                      |                 |                     |
| Anthony Jeselnik  |                    |                       |                        |                        |                    |                  |                            |                    |                         | Igen                | Igen                 | Igen                 |                     |                      |                 |                     |
| Jimmy Kimmel      |                    |                       | RM                     |                        | Igen               |                  |                            |                    |                         |                     |                      |                      |                     |                      |                 |                     |
| Lisa Lampanelli   |                    | Igen                  | Igen                   | Igen                   | Igen               |                  | RM                         |                    | Igen                    | Igen                |                      |                      |                     |                      |                 |                     |
| Natasha Leggero   |                    |                       |                        |                        |                    |                  |                            |                    |                         |                     |                      |                      | Igen                | Igen                 |                 |                     |
| Jon Lovitz        |                    |                       |                        |                        |                    | Igen             |                            |                    |                         |                     | Igen                 |                      |                     |                      |                 |                     |
| Seth MacFarlane   |                    |                       |                        |                        |                    |                  |                            |                    | RM                      | RM                  | RM                   |                      |                     |                      |                 |                     |
| Patrice O'Neal    |                    | Igen                  |                        |                        |                    |                  |                            |                    |                         |                     | Igen                 | (elhunyt)            | (elhunyt)           | (elhunyt)            | (elhunyt)       | (elhunyt)           |
| Patton Oswalt     |                    |                       |                        | Igen                   | Igen               |                  |                            |                    |                         |                     |                      |                      |                     |                      |                 |                     |
| Colin Quinn       | Igen               | Igen                  |                        |                        |                    |                  |                            |                    |                         |                     |                      |                      |                     |                      |                 |                     |
| Kevin Pollak      |                    |                       |                        | Igen                   |                    |                  |                            |                    |                         |                     |                      |                      |                     |                      |                 | Igen                |
| Jeff Ross         |                    |                       | Igen                   | Igen                   | Igen               | Igen             | Igen                       | Igen               | Igen                    | Igen                | Igen                 | Igen                 | Igen                | Igen                 | Igen            | Igen                |
| Amy Schumer       |                    |                       |                        |                        |                    |                  |                            |                    |                         |                     | Igen                 | Igen                 |                     |                      |                 |                     |
| William Shatner   |                    |                       |                        | O                      |                    |                  |                            |                    |                         |                     | Igen                 |                      |                     |                      |                 |                     |
| Sarah Silverman   |                    |                       | Igen                   |                        |                    | Igen             |                            |                    |                         |                     |                      |                      | Igen                |                      |                 |                     |
| Snoop Dogg        |                    |                       |                        |                        | Igen               |                  |                            |                    |                         | Igen                |                      |                      |                     | Igen                 |                 |                     |
| David Spade       |                    |                       | Igen                   |                        |                    |                  |                            |                    |                         |                     |                      |                      |                     |                      | RM              |                     |

  Bejelentett előadó
  Meglepetés előadó
RM  Égetőmester (roastmaster)
O  A róla szóló égető műsor

## Hazai vonatkozása
A produkció sok más ország humoristáit megihlette, így a magyarokat is. Az első ilyen műsor a Showder Klub 9. évadában történt Roast: Nagy Feró néven, ahol az énekes Nagy Ferót égették le, ez 2012. április 16-án jelent meg az RTL Klubon. 2017. szeptember 2-án újabb rész készült hozzá, amiben Ganxsta Zolee volt az égetés célpontja.
A műsor és a műfaj ihletésének köszönhetően Kormos Anett és Dombóvári István humoristák közösen írták meg A nagy roastkönyv című kötetet, melyet a Jaffa Kiadó jelentetett meg 2013-ban.